# Aplastodiscus ibirapitanga
Espèce
Synonymes
- Hyla ibirapitanga Cruz, Pimenta & Silvano, 2003

Statut de conservation UICN

 LC  : Préoccupation mineure
Aplastodiscus ibirapitanga est une espèce d'amphibiens de la famille des Hylidae.

## Répartition
Cette espèce est endémique du Brésil. Elle se rencontre de 90 à 300 m d'altitude dans les États du Minas Gerais et de Bahia,.

## Publication originale
- Cruz, Pimenta & Silvano, 2003 : Duas novas espécies pertencentes ao complexo de Hyla albosignata Lutz & Lutz, 1938, do leste do Brasil (Amphibia, Anura, Hylidae). Boletim do Museu Nacional, Nova Série, Zoologia, vol. 503, p. 1-13 (texte intégral).